# William Alfred Fowler
William Alfred "Willie" Fowler (Pittsburgh, 9 de agosto de 1911-Pasadena, 14 de marzo de 1995) fue un físico estadounidense galardonado con el Premio Nobel de Física en 1983.

## Biografía
Nació el 9 de agosto de 1911 en la ciudad de Pittsburgh, situada en el estado de Pensilvania. Estudió física en la The Ohio State University y consiguió el doctorado en física nuclear en el Instituto Tecnológico de California.

## Búsqueda científica
La publicación en 1957 de su artículo Synthesis of the Elements in Stars, realizado con Margaret Burbidge, Geoffrey Burbidge y Fred Hoyle, consiguió explicar cómo la abundancia de todos los elementos químicos en las estrellas podían ser explicados por el proceso de nucleosíntesis.
Fowler ganó el Henry Norris Russell Lectureship de la Sociedad Astronómica Americana en 1963, la medalla Eddington en 1978, la medalla Bruce en 1979 y, finalmente en 1983, fue galardonado con el Premio Nobel de Física por sus estudios sobre los procesos importantes en la estructura y evolución de las estrellas, premio que compartió con el físico indio Subrahmanyan Chandrasekhar.
Fowler murió en su residencia de Pasadena, situada en el estado de California, el 14 de marzo de 1995.